# اچ‌ام‌اس چکاوک (۱۷۹۴)
اچ‌ام‌اس چکاوک (۱۷۹۴) (به انگلیسی: HMS Lark (1794)) یک کشتی است که طول آن ۱۰۸ فوت ۷ اینچ (۳۳٫۱ متر) می‌باشد. این کشتی در سال ۱۷۹۴ ساخته شد.